# This Man Is Mine
This Man Is Mine ist eine Filmkomödie mit Irene Dunne und Ralph Bellamy unter der Regie von John Cromwell aus dem Jahr 1934.

## Handlung
Die Eheleute Tony und Jim Dunlap sind für ihre glückliche Partnerschaft bekannt und  das leuchtende Vorbild für ihre besten Freunde Bree und Jud McCrea. Da platzt die Nachricht herein, dass Francesca „Fran“ Harper, eine bekannte Männerjägerin und die ehemalige Freundin von Jim, sich hat scheiden lassen und auf dem Weg zurück nach New York sei. Tony ist verständlicherweise nervös wegen der Ankunft einer so glamourösen Sirene wie Francesca, doch Jim beteuert ihr, keinerlei Interesse mehr an seiner Ex-Flamme zu haben. Tony will auf Nummer sicher gehen und arrangiert, ganz der selbstlose Mensch, der sie ist, ein heimliches Treffen zwischen Jim und Fran im Hause der McCreas. Das Unvermeidliche geschieht und Jim gerät wieder unter den erotischen Bann der geübten Verführerin. Nach einer leidenschaftlichen Nacht will Jim die sofortige Scheidung. Tony ist zunächst skeptisch, doch dann prescht sie vor und reicht von sich aus die Scheidung ein und verklagt Fran auf Schadensersatz. Der Skandal ist gewaltig und Francesca, die im Grunde ihres Herzens ein Snob ist, dem nur die eigene gesellschaftliche Stellung etwas bedeutet, beschimpft daraufhin Jim, seinen Ehebruch gegenüber Tony gestanden zu haben. Am Ende suchen die beiden Rivalinnen eine geheime Aussprache. Fran verspricht, Jim in Ruhe zu lassen, wenn Tony ihre Klage zurückzieht. Am Ende sind Tony und Jim wieder glücklich und Fran heiratet einen steinreichen Adligen, der sie mit auf sein Schloss nach England nimmt.

## Hintergrund
Seit ihrem Debüt Ende 1930 war Irene Dunne zum kassenträchtigsten Star von RKO aufgestiegen. Meist war Dunne als langleidende Ehefrau oder Geliebte auf der Leinwand zu sehen, die alles erduldet, ihrem untreuen Partner niemals die geringsten Vorwürfe macht und am Ende für ihre Selbstlosigkeit belohnt wird. Ihre überwiegend weiblichen Fans bewunderten  Dunne für ihre Fähigkeit, auch die widrigsten Umstände, die sie laut Drehbuch zu durchleiden hatte, mit stoischer Gelassenheit zu ertragen.
Ein besonders engagierter Anhänger dieser Art von weiblicher Selbstaufopferung verstieg sich im Rahmen der Rezension eines ihrer Filme zu dem gewagten Vergleich mit dem Vater der indischen Unabhängigkeit:

„Der weibliche Gandhi unter den Filmstars ist Hollywoods überzeugendstes Beispiel für die Macht des passiven Widerstands. […] Ich bin sogar davon überzeugt, dass sie eine Inspiration für uns alles sein sollte und ein gutes Vorbild für die amerikanischen Frauen.“

Trotz ihrer unbestreitbaren Popularität an der Kinokasse bekam Irene Dunne vom Studio meist nur Rollen angeboten, die von den beiden Topstars Ann Harding oder Katharine Hepburn abgelehnt wurden. Mit Ausnahme von Cimarron war Dunne nie in den Prestigeproduktionen von RKO zu sehen und auch This Man Is Mine ist wenig mehr als ein gut gemachter B-Film. Er kam vor dem Inkrafttreten des rigiden Production Code in den Verleih und konnte deshalb relativ liberale Ansichten über eheliche Treue und Scheidung vertreten. Die recht laxe Handhabung der Zensurvorschriften bis Mitte 1934 erlaubte es auch, dass der Charakter der Francesca für ihre Scheidung und den anschließenden Ehebruch mit Jim am Ende nicht moralische Konsequenzen zu tragen hatte, sondern in zweiter Ehe einen Millionär heiratet und in den Hochadel aufsteigt.
Obwohl Dunne der nominelle Star des Films war, hatten Kay Johnson und Constance Cummings beide fast ebenso viel Text und waren in kaum weniger Szenen als Dunne zu sehen. Für die Karriere der Schauspielerin war der Auftritt trotzdem von Bedeutung. Unter der Regie von John Cromwell, der bereits bei den beiden vorherigen Produktionen von Dunne, Ann Vickers und The Silver Cord, für die Ausführung verantwortlich war, begann die Schauspielerin hier den allmählichen Wechsel von den ewig leidenden Ehefrauen und Geliebten hin zur Heldin eleganter Liebeskomödien. Die Veränderungen im Image hin zu einem selbstbewussteren Auftreten wurden dann auch von den Kritikern bemerkt.
Der Film hatte während der Produktion die Arbeitstitel Transient Love und Husbands Come and Go, ehe er unter This Man Is Mine in den Verleih kam.

## Kritiken
Der Kritiker der New York Times fand harte Worte für den Film.

„Es ist ein unterdurchschnittlicher und geschwätziger Film, aus dem man vielleicht eine leichte Komödie oder eine Farce hätte machen können.“

Die New York Herald-Tribune war sehr angetan von Irene Dunne und wählte eine relativ harten Vergleich:

„Wenn Sie ihre Augen schließen und sich Ann Harding in der Rolle vorstellen, dann werden sie begreifen, wie gut Irene Dunne ist.“

Cecelia Ager, die scharfzüngige Rezensentin der renommierten Wochenzeitschrift The Nation, gab ihrer Verwunderung Ausdruck über die „neue“ Irene Dunne:

„Sie ist immer noch die noble Irene Dunne in „This Man Is Mine“, aber sie taut langsam auf. Sie sagt „jake“ und wenn sie es sagt, klingt es wie ein Schimpfwort. Sie zerbricht im Aufruhr der Gefühle ein Glas, doch sie wirft es gegen den Kamin, wo die Scherben die geringste Unordnung anrichten könne und am Revolutionärsten von allem, drückt sie eine ausgeprägte Abneigung aus gegen ihre – was soll aus dieser Welt noch werden? – Mutter!“